# Marko Layer
Marko Layer, slovenski slikar, * 12. april 1727, Kranj, † 27. december 1808, Kranj.
Marko Layer, sin Josipa Layerja, izhaja iz znane družine slikarjev iz Kranja. Od Markovih osmih otrok so postali znani slikarji Anton, Leopold in Valentin Layer. Marko Layer je za cerkve na Gorenjskem izdelal vrsto slik, ki kažejo solidno znanje in naslon na Janeza Valentina Metzingerja.